# Diosdado Miko Eyanga
Diosdado Miko Eyanga, född 10 oktober 1990, är en ekvatorialguineansk simmare.
Vid olympiska sommarspelen 2020 i Tokyo slutade Miko Eyanga på 73:e plats på 50 meter frisim och blev utslagen i försöksheatet.